# 玛丽特·范厄彭
玛丽特·范厄彭（荷蘭語：Marit van Eupen，1969年9月26日—），荷兰女子赛艇运动员。她曾代表荷兰参加2000年、2004年和2008年夏季奥林匹克运动会赛艇比赛，共收获一枚金牌和一枚铜牌。